# Dobriška vas
Dobriška vas is een plaats in Slovenië en maakt deel uit van de gemeente Oplotnica in de NUTS-3-regio Podravska. De plaats telde 74 inwoners op 1 januari 2020.